# Чамеровское восстание
Чамеровское восстание — вооружённое выступление крестьян в Тверской губернии в июне 1918. Проходило на территории Чамеровской волости и было подавлено.

## Описание событий

### Предпосылки восстания
В начале июня 1918 года в Весьегонский уездный совет пришли 20-40 человек из деревень Еремейцево, Моисеевское, Горбачево Чамеровской волости (возглавлял делегацию бывший уголовник Николай Громов). Делегация пожаловалась на голод и притеснения «кулаков», хотя, на самом деле, в волости не было голода. Делегаты просили разрешить им реквизировать хлеб.

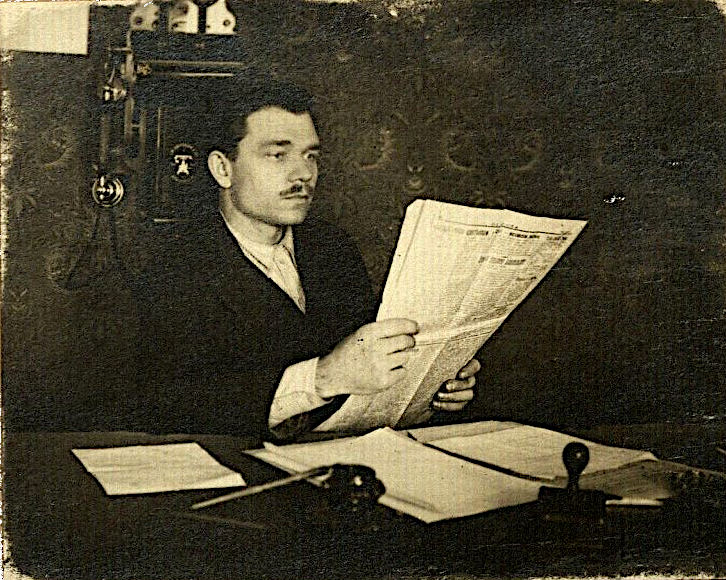
Весьегонский военный комиссар И. М. Вахонев читает газету за рабочим столом. Около 1919 года.

9 июня 1918 года Весьегонский исполком выдал делегатам по винтовке и десять патронов, удостоверения реквизиционного отряда, а также 6 красноармейцев. Также в отряд прибыли 3 члена уездного совета: продкомиссар Дмитриев, военком Вахонев и председатель уездной ЧК Чистяков. Было принято решение оставлять крестьянам по 30 фунтов продовольствия на едока, а семян не оставлять. Было предложение выплачивать за реквизированное продовольствие по 40 рублей за пуд (хотя в свободной продаже хлеб стоил дороже в 3-5 раз).
Созданный отряд действовал строго в соответствии с принятым решением. В оставленные 30 фунтов была включена не только мука, а также крупы и картофель. Участники подавления восстания вспоминали, что был ещё и грабёж со стороны красноармейцев.
На 11 июня волостной совет назначил общее собрание. На него пригласили Дмитриева, который, впрочем, отказался идти. Комиссар заявил, что не будет разговаривать с «кучкой кулаков». Тогда «кучка», насчитывавшая около 3 тысяч человек, пришла в деревню Чурилово, где отдыхал реквизиционный отряд. Когда отряд увидел размер «кучки», то он сбежал в Весьегонск, бросив всё, что успели реквизировать. Существует мнение, что часть членов отряда захватили и арестовали повстанцы.

### Начало восстания
Крестьяне приняли воззвание, которое за несколько дней достигло всех деревень и сёл Весьегонского уезда. В воззвании выражалось возмущение властью в уезде, которая проводит реквизиции, не учитывая при этом принятых декретов. 13 июня жителям уезда было предложено собраться у деревни Суково Телятинской волости для выбора новой власти, облечённой доверием народа, так как нынешняя власть не защищает крестьян, а также отбирает плоды их труда и разоряет жилища.
В ответ на воззвание, исполком уезда послал во все волости Весьегонского уезда телеграмму, в которой сообщалось, что всё было якобы по закону и оставляли по пуду муки на человека, а красноармейцев прогнала вооружённая кучка кулаков, но эта их победа будет первой и последней. 13 июня в Чамеровскую волость из Весьегонска и Рыбинска прибыли несколько отрядов красноармейцев, которыми руководили комиссар Дмитриев и чекист Долгирев, позже возглавивший губернскую ЧК. На переговоры были посланы два человека от крестьян, но одного из них красноармейцы арестовали и избили, а второй сумел бежать. После этого случая в волости начинается вооружённое сопротивление.
Возглавили сопротивление бывшие офицеры Павел Максаков и Борис Приселков (волостной военком). Активное участие в подготовке сопротивления принимали также Василий и Александр Калявины, Иван Загребин и Иван Беляков. Лидеры выступления создали отряд из крестьян, у которых было оружие. Участие в отряде было добровольным. Отряд забрал также винтовки из волостного совета, которые раздавали принудительно, угрожая расстрелами. Лидерами выступления были направлены гонцы в соседние волости, но на помощь смогли прийти только жители Мартыновской, когда восстание уже было подавлено.
Возглавивший отряд Приселков повёл его к пристани Ламь, где высадились красноармейцы. Там военком и Максаков перегруппировали силы, выдвинув вперёд примерно тридцать вооружённых людей. Размер толпы был большой (в своих воспоминаниях Долгирев писал про 10 тысяч человек у восставших). Однако у восставших не было военной подготовки, поэтому при первых винтовочных и пулемётных выстрелах со стороны красноармейцев повстанцы разбежались, из них несколько человек (от 5 до 11) были ранены (сведения о том, что якобы первыми открыли огонь повстанцы, есть только в воспоминаниях, не подтверждаясь материалами следствия). Не встретив сопротивления, красноармейцы вошли в Чамерово. Ни один из лидеров восстания не был задержан, кроме Александра Калявина, вскоре расстрелянного.

### Результаты восстания
15—16 июня 1918 красноармейцы ушли из волости. После подавления восстания волостной совет был немедленно переизбран. Был наложен на Чамеровскую волость чрезвычайный налог в 50 тысяч рублей, а также создана чрезвычайная комиссия по учёту и реквизиции хлеба (комбеда ещё не было). В результате восстания до нового урожая крестьянам оставляли не по 30, а по 45 фунтов ржи и овса. В участии в восстании власти обвинили 55 человек, которых, кроме скрывшихся лидеров выступления, амнистировали в апреле и июле 1919 года.